# Alain Fouché
Pour les articles homonymes, voir Fouché.
Alain Fouché, né le 4 décembre 1942, est un homme politique français.

## Biographie
Avocat à la Cour d'appel de Poitiers, il devient sénateur de la Vienne le 7 juin 2002 à la suite de la démission de Jean-Pierre Raffarin devenu Premier ministre. Il est élu sur son nom le 26 septembre 2004. Il est vice-président de la commission du développement durable et de l'aménagement du territoire ; vice-président de la délégation à la prospective.
Conseiller général du canton de Chauvigny, il est maire de Chauvigny de 1983 à 2002. Président du Conseil général de la Vienne d'avril 2004 à mars 2008. Il est aussi président du Pays Chauvinois. Au conseil départemental, il préside la commission de la culture et de l'évènementiel.
Il soutient Alain Juppé pour la primaire présidentielle des Républicains de 2016.
Il parraine Maël de Calan pour le congrès des Républicains de 2017, scrutin lors duquel est élu Laurent Wauquiez comme président du parti.
Alain Fouché est le beau-frère de Jean-Pierre Abelin puisque ce dernier est l'époux de sa sœur.

## Distinctions
- 2022 :  Chevalier de la Légion d'honneur[3]

## Engagement
Alain Fouché est membre du comité d'honneur de l'Association pour le droit de mourir dans la dignité (ADMD).